# Сергий против нечисти
«Се́ргий про́тив не́чисти» — российский мистическо-комедийный детективный телесериал с Романом Маякиным и Лукерьей Ильяшенко в главных ролях.
Премьерный показ пилотной серии телесериала под названием «Отец Сергий» прошёл 17 июля 2021 года в рамках конкурсной программы III фестиваля телесериалов «Пилот» в Иваново, где проект завоевал специальный приз жюри «За мастерское смешение жанров».
Цифровая премьера телесериала «Отец Сергий» должна была состояться в онлайн-кинотеатре Kion 27 октября 2021 года, но была перенесена. Проект сменил название на «Сергий против нечисти» и вышел на платформе 5 января 2022 года в формате киносторис — шести 15-минутных эпизодов и как полнометражный полуторачасовой фильм. Позднее шесть серий были перемонтированы в три, а от размещения сериала в формате полнометражного фильма в дальнейшем на видеосервисе отказались.
Второй сезон вышел в российский прокат как полнометражный фильм «Сергий против нечисти. Шабаш» 16 марта 2023 года и собрал 13 884 718 руб. Цифровая премьера второго сезона в трёхсерийном формате состоялась на платформе Kion 20 апреля 2023 года.
Телевизионная премьера телесериала состоялась 24 июля 2023 года на телеканале «ТНТ».
Премьера третьего сезона на видеосервисе Kion состоялась 1 февраля 2024 года.
15 февраля 2024 года вышел фильм о фильме про съёмки третьей части, где создатели официально сообщили о продлении телесериала на четвёртый сезон.

## Сюжет
Сергия отстранили от служения много лет тому назад. Теперь он ведёт нездоровый образ жизни и довольно часто нарушает закон, при этом раскрывая преступления и борясь со злом. За каждую добытую нечисть Сергий получает от церкви в лице тётушки солидное денежное вознаграждение. Его отец также боролся с нежитью и погиб. Он не сумел защитить жену, а сына спрятал в монастыре. На след бывшего священника выходит капитан уголовного розыска Катя Земцова, а вскоре становится его помощницей в борьбе с тёмными силами. Её родители пропали, когда ей было 12  лет, с тех пор она их ищет.

## Актёры и роли

### В главных ролях
| Актёр             | Роль                                                                    |
| ----------------- | ----------------------------------------------------------------------- |
| Роман Маякин      | бывший священник, борец с нечистью Сергий (Сергей Михайлович Карасиков) |
| Лукерья Ильяшенко | капитан полиции Екатерина Земцова                                       |
| Дмитрий Куличков  | капитан полиции Виктор Павлович Кракин                                  |
| Ирина Розанова    | тётушка                                                                 |

### Сотрудники полиции
| Актёр            | Роль                                |
| ---------------- | ----------------------------------- |
| Наталья Тетенова | судмедэксперт Татьяна Николаевна    |
| Сергей Стёпин    | начальник полиции Андрей Николаевич |
| Арсений Сергеев  | сержант Геннадий Михнов             |
| Алексей Сахаров  | лейтенант Остапчук                  |
| Павел Сборщиков  | майор                               |

### Нечисть
| Актёр               | Роль                                    | Серия     |
| ------------------- | --------------------------------------- | --------- |
| Ирина Вилкова       | Ведьма                                  | 1 серия   |
| Николай Шрайбер     | упырь Андрей Андреевич Родин            | 1 серия   |
| Михаил Осипов       | Кощей                                   | 2 серия   |
| Ольга Веникова      | Кошка Баюнша                            | 3 серия   |
| Ульяна Филатова     | котёнок Баюнши                          | 3 серия   |
| Ева Данилко         | котёнок Баюнши                          | 3 серия   |
| Роман Апиков        | котёнок Баюнши                          | 3 серия   |
| Игорь Жижикин       | Змей Горыныч                            | 4 серия   |
| Анастасия Акатова   | Змея Горынычиха                         | 4 серия   |
| Пётр Королёв        | раб Асмодея                             | 4 серия   |
| Сергей Муравьёв     | Водяной                                 | 4 серия   |
| Андрей Кондратьев   | магазинный домовой-метис Олег Михальчук | 5 серия   |
| Александр Зуев      | корабельный домовой Валерий Иванович    | 5 серия   |
| Екатерина Бычкова   | почтовая домовая-метис                  | 5 серия   |
| Евгений Коряковский | Дмитрий / Вий                           | 6 серия   |
| Евгений Романцов    | Альфа-вампир                            | 6 серия   |
| Нино Нинидзе        | сирин Лилит                             | 6 серия   |
| Олег Васильков      | мужчина-вампир                          | 6 серия   |
| Алексей Максименков | Лось-оборотень Никита Владимирович      | 7 серия   |
| Елена Подкаминская  | Яга молодая                             | 7—9 серии |
| Марина Дианова      | Яга старая                              | 7—9 серии |
| Ян Цапник           | Живая вода                              | 7 серия   |
| Андрей Кулаков      | Лихо одноглазое                         | 8 серия   |
| Дмитрий Красилов    | Жар-птиц                                | 8 серия   |
| Софья Володчинская  | Ифрит                                   | 9 серия   |

### Люди
| Актёр             | Роль                                                   | Серия   |
| ----------------- | ------------------------------------------------------ | ------- |
| Дмитрий Первушин  | водитель мусоровоза                                    | 1 серия |
| Геннадий Егоров   | мусорщик                                               | 1 серия |
| Екатерина Фисун   | проститутка                                            | 1 серия |
| Владислав Волков  | охранник на стройке                                    | 2 серия |
| Рамиль Сабитов    | прораб                                                 | 2 серия |
| Амаду Мамадаков   | строитель Махрам                                       | 2 серия |
| Сергей Фатьянов   | менеджер                                               | 3 серия |
| Эрик Яралов       | таксист Гамлет Ованесович Манукян                      | 3 серия |
| Александр Семчев  | директор магазина «Букварь вкуса» Юрий Сергеевич Метла | 5 серия |
| Михаил Демчук     | Годзилла                                               | 5 серия |
| Кирилл Ковбас     | внук Драгунова                                         | 6 серия |
| Алексей Каничев   | Руслан Николаевич Симанов                              | 8 серия |
| Григорий Багров   | любитель физкультуры Осенчуков                         | 8 серия |
| Михаил Тарабукин  | вор                                                    | 9 серия |
| Дмитрий Росляков  | вор-рецидивист Шлыков «Моряк»                          | 9 серия |
| Никита Тарасов    | директор сети супермаркетов Бахарев А. С.              | 9 серия |
| Дмитрий Губерниев | камео                                                  | 9 серия |
| Яна Кошкина       | камео                                                  | 9 серия |
| Дмитрий Хрусталёв | камео                                                  | 9 серия |

## Список сезонов
| Сезон | Сезон | Название сезона | Серии | Период трансляции   |
| ----- | ----- | --------------- | ----- | ------------------- |
|       | 1     | —               | 3     | 5 — 19 января 2022  |
|       | 2     | «Шабаш»         | 3     | 20 апреля 2023      |
|       | 3     | «Яга»           | 3     | 1 — 15 февраля 2024 |
|       | 4     | «Зов предков»   | 3     | 17-31 марта 2026    |

## Призы и награды
2021 — Специальный приз «За мастерское смешение жанров» на III фестивале сериалов «Пилот».

## Мнения о сериале
Сериал получил положительные оценки критиков и журналистов.
- Маша Бороденко, «Кино-театр.ру»:

Киношный дуэт Маякина и Ильяшенко, известный по «Сладкой жизни», сохраняет и преумножает экранную химию.
- Илона Егиазарова, «Вокруг ТВ»:

В сериале органично переплелись мистика, комедия, детектив и драма.
- Вера Цветкова, «Независимая газета»:

[Сериал] всем хорош, хотя вопросы моральной допустимости каких-то вещей возникают.
- Александр Горбунов, автор Telegram-канала о русских сериалах «Эх, Сериал…»:

Герои волшебных сказок Кот Баюн, Кощей и Упырь мастерски перенесены в мир современной Москвы. Следить за «русским витязем» Сергием в исполнении талантливого Романа Маякина — одно удовольствие.